# Bergwezel
De bergwezel of Alpenwezel (Mustela altaica) is een roofdier uit de familie van de marterachtigen (Mustelidae).

## Kenmerken
De vacht is aan de bovenkant bruinachtig, van onderen lichter. Het dier wordt ongeveer 22-29 cm lang en weegt ongeveer 122-350 gram. Bergwezels leven tussen de 7 en 10 jaar.

## Voortplanting
Na een draagtijd van 30-49 dagen worden 1-8 jongen geboren.

## Verspreiding en leefgebied
De soort leeft in de hooggebergten van Azië, zoals de Himalaya, Tibet, westelijk China, Mongolië, het Altaj-gebergte en gebergten in Zuidoost-Azië. Ondanks de naam "Alpenwezel" komt het dier niet in de Alpen voor. De bergwezel leeft op hoogtes van meer dan 3500 meter.